# Melchior de la Mars
Melchior de la Mars (vers 1585 - 1650) est un peintre baroque flamand actif à Gand. Récemment redécouvert, l'artiste est considéré comme un des premiers représentants de ce que l'on appelle les Caravaggisti de Gand.

## Biographie
Peu de choses sont connues sur la vie et la formation de l'artiste. Son activité à Gand est documentée en 1621, date à laquelle il signe et date La Circoncision de Jésus faite pour l'autel de l'église des Augustins (maintenant l'église Saint-Étienne) à Gand. Un an plus tard, il signe le Marie de Magdala en extase (Musées royaux des beaux-arts de Belgique).
L'artiste est enregistré dans la guilde de Saint-Luc jusqu'en 1622. Après cette date il n'y a plus aucun enregistrement de l'artiste dans les registres de la Guilde. On pense que l'artiste est aussi marchand d'art et a pu ainsi exporter ses propres œuvres. Cela peut expliquer leur présence dans des collections françaises.

## Œuvre

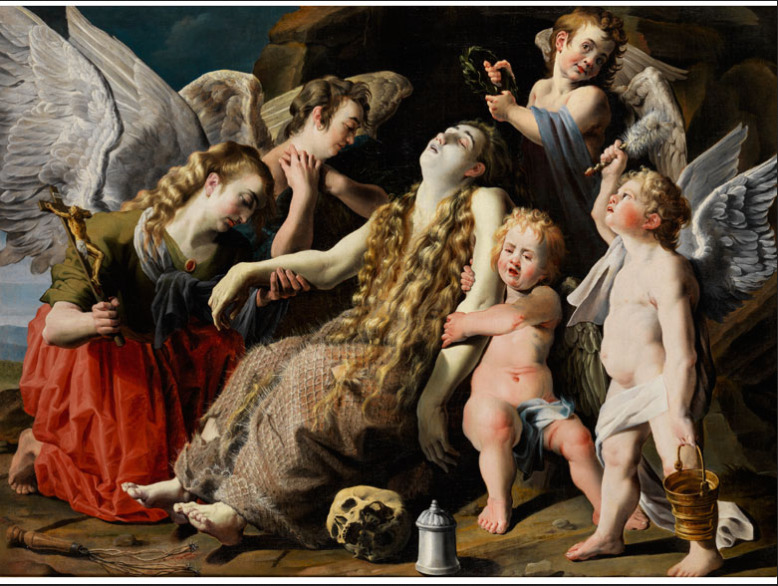
Lamentation de Marie de Magdala mourante

Seules deux œuvres signées par l'artiste sont connues. C'est sur la base de ces œuvres qu'un certain nombre d'œuvres autrefois attribuées aux suiveurs de Caravage du Nord et de l'Italie ont été assignées à de la Mars.
Le style des œuvres de la Mars, qui combinent le clair-obscur avec des traits maniéristes de ses figures, qualifie l'artiste comme un des premiers représentants des Caravaggisti de Gand, qui a précédé le retour de Jan Janssens de Rome en 1621. Il fait ainsi partie de la première génération d'artistes flamands suiveurs du Caravage, qui comprennent, entre autres, Gerard Seghers et Theodoor van Loon.